# Mellicta pyronioides
Mellicta pyronioides är en fjärilsart som beskrevs av Reuss 1921. Mellicta pyronioides ingår i släktet Mellicta och familjen praktfjärilar. Inga underarter finns listade i Catalogue of Life.